# Divorce à Naples
Divorce à Naples (titre original : Divorce in Naples) est une nouvelle du romancier américain William Faulkner, parue en 1931.

## Historique
Divorce à Naples est parue initialement dans le recueil Treize histoires (These Thirteen) en 1931. 

## Résumé
Le narrateur raconte une nuit de beuverie et de débauche d'un groupe de matelots de la marine marchande à Naples. Il s'intéresse tout particulièrement aux relations homoérotiques entre George, un grand et gros Grec, et Carl, un petit jeune homme blond de dix-huit ans. Le Grec annonce à la ronde qu'il s'est mis en tête de tout organiser pour que, cette nuit-là, Carl cesse d'être puceau et couche avec une femme. Mais quand il revient des toilettes, il constate que Carl s'est esquivé avec une prostituée italienne. Il se livre alors à la colère et au désespoir, refuse de payer son dû et est finalement écroué. 
Quand George sort de prison, il retourne au bateau et attend avec anxiété le retour de Carl qui ne reparaît que deux ou trois jours plus tard. Dès que le jeune homme remet le pied sur le navire, George affecte pourtant de l'ignorer. Cette feinte indifférence qu'observent les deux hommes l'un envers l'autre perdure jusqu'à ce que l'équipage mette les voiles et quitte le port de Naples. Alors les deux hommes, légèrement vêtus, étroitement enlacés, dansent sur le pont pour célébrer leur réconciliation, leurs pas s'accordant à merveille au rythme de la musique.   

## Édition française
- Divorce à Naples, traduit par René-Noël Raimbault et Charles P. Vorce, dans Treize histoires, Gallimard, « Du monde entier », 1939

## Sources
- Robert W. Hamblin et Charles A. Peek. A William Faulkner Encyclopedia, New York, Greenwood, 1999, p. 103.